# Каноли
Каноли су италијанска пецива настала на Сицилији и део су њене кухиње. Традиционални каноли је пуњен кремом, заслађен и премазан циметом, рижото сиром, а садржи и и исецкане орахе. 

## Историјат
Каноли потичу из Палерма и Месине и припремали су се од одувек као посластица. Постоје слични десерти у блискоисточној традицији, који су били популарно пециво у исламском свету. Постоје тврдње да су каноли на Сицилији почели да припремају муслимани мигранти.